# Leomie Anderson
Leomie Jasmin Francis Anderson (Wandsworth, 15 febbraio 1993) è una supermodella britannica.

## Carriera
La sua carriera da modella iniziò nel 2010, sfilando per Marc Jacobs. Nel corso degli anni ha partecipato agli show di Moschino, Tom Ford, Chloé, Yeezy, Oscar de la Renta, Puma, Calvin Klein, Giorgio Armani, Ralph Lauren e Tommy Hilfiger.
Nel 2017 lancia il suo marchio di abbigliamento, LAPP.
Nel 2015 partecipa per la prima volta al Victoria's Secret Fashion Show, nel suo terzo anno di tentativi ai casting. Il 4 aprile 2019 viene annunciata come Victoria's Secret Angel.

## Campagne pubblicitarie
- Aldo Shoes (2019)
- Victoria's Secret (2019-presente)

## Agenzie
- Fusion Models – New York
- Monster Management – Milano
- TESS Management – Londra